# Герменчук (Чечня)
Герменчук (чечен. Гермчига, Ширда) — село в Шалинском районе Чеченской Республики. Административный центр Герменчукского сельского поселения.

## География
Село расположено по обоим берегам реки Джалка, у северной окраины районного центра — Шали, в 22 км к юго-востоку от города Грозный.
Ближайшие населённые пункты: на севере — село Мескер-Юрт, на северо-востоке — сёла Цоци-Юрт, на востоке — село Гелдагана, юго-востоке — сёла Автуры и Сержень-Юрт, на юге — город Шали и на западе — село Белгатой.

## История
Основателями селения считаются предки чеченского тайпа ширдий.
5 марта 1807 года близ села Герменчук, бывшего на тот момент самым большим и богатым в Чечне, состоялось крупное сражение. Между отрядом Отдельного Кавказского корпуса генерала Булгакова и жителями Герменчука. На помощь последним пришли жители соседних сёл. Штурм продолжался пять часов, но не дал результатов. Тогда казаки подожгли село со всех сторон. Чеченцы вынуждены были отойти в соседний лес.
Для ускорения покорения Чечни генералом Ермоловым командованию Кавказской линии было приказано с весны 1820 года начать прокладку дорог и строительство укреплений. Поскольку для выполнения этого распоряжения у командования не было ресурсов, оно решило использовать самих чеченцев. Чеченцы, проживавшим между Тереком и Сунжей, «под страхом истребления» должны были предоставить одну тысячу вооружённых лесорубов. 6 марта эти лесорубы в сопровождении 2,5 батальонов пехоты и 500 казаков под командованием Грекова двинулись в направлении села Герменчук. На этом пути располагалось село Топли, которое считалось покорным и ни в каких антироссийских акциях не участвовало. Тем не менее, село было «разорено до основания». Затем были собраны старейшины соседних сёл, которым было приказано предоставить лесорубов. За три дня была проложена просека к Герменчуку, и, хотя его жители не оказали сопротивления, село было сожжено.
23 августа 1832 года произошло сражение за Герменчук, войска под командование генерала Вельяминова взяли штурмом село. Участник Кавказской войны и штурма Герменчука, Барон Ф. Ф. Торнау подробно описал сражение
С 1944 по 1958 года, в период выселения чеченцев и упразднения Чечено-Ингушской АССР, село носило название — Мостовое (Грозненской области). Указом Президиума Верховного совета РСФСР от 10 апреля 1957 года селу возвращено прежнее название.

## Реки
Река Джалка (чеч. Жалкх, в верхнем течении Басс) — река в Чечне, правый приток реки Сунжи. Протекает по территории Шалинского и Гудермесского районов. Длина реки 77 км, площадь водосборного бассейна 550 км². Через реку проходит железнодорожный мост, дорога по которому ведёт в город Гудермес. Населённые пункты на реке: Шали, Герменчук, Мескер-Юрт и Джалка.

## Население
| 1990    | 2002    | 2010    | 2012    | 2013    | 2014    | 2015    |
| ------- | ------- | ------- | ------- | ------- | ------- | ------- |
| 5945    | ↗9265   | ↗10 736 | ↗11 036 | ↗11 234 | ↗11 434 | ↗11 657 |
| 2016    | 2017    | 2018    | 2019    | 2020    | 2021    | 2023    |
| ↗11 844 | ↗11 986 | ↗12 146 | ↗12 284 | ↗12 364 | ↗12 456 | ↗12 622 |
| 2024    |         |         |         |         |         |         |
| ↗12 823 |         |         |         |         |         |         |

Национальный состав
По данным Всероссийской переписи населения 2010 года:
| Народ   | Численность, чел. | Доля от всего населения, % |
| ------- | ----------------- | -------------------------- |
| чеченцы | 10 705            | 99,71 %                    |
| Всего   | 12284             | 100 %                      |

## Образование
- Герменчукская муниципальная вечерняя общеобразовательная школа[27].
- Герменчукская муниципальная основная общеобразовательная школа[28].
- Герменчукская муниципальная средняя общеобразовательная школа № 1[29].
- Герменчукская муниципальная средняя общеобразовательная школа № 2[30].

### Библиотеки
- Филиал библиотеки

#### Спортивные учреждения
- ДЮСШ

### Известные уроженцы
- Абдулхаджиев Асламбек Сайпиевич — полевой командир, бригадный генерал самопровозглашённой Ичкерии;
- Виситаев Амирбек Жунаидович (1943) — актёр Чеченского театра юного зрителя, Заслуженный артист Чеченской Республики;
- Удугов Мовлади Саидарбиевич — политический деятель;
- Хамзатханов Хамид Тагирович (1989) — самбист, боец смешанных единоборств.
- Унгаев Авко — один из крупных деятелей восстания 1825 года в Чечне.
- Абдул-Кадыр Герменчукский — военный, религиозный деятель, имам Чечни.

## В поэзии
В 1832 году поэт Александр Полежаев который в рядах Московского пехотного полка также принимал участие в штурме аула посвятил селению Герменчук свое стихотворение — «Кладбище Герменчугское».
О воин гор, о Герменчуг!
Давно ли пышный и огромной,
Среди завистливых врагов,
Ты процветал под тенью скромной
Очаровательных садов?
Рука, решительница боев,
Неотразимая в войне,
Тебя ласкала в тишине
С великодушием героев;
Но ты, в безумстве роковом,
Восстал под знаменем гордыни —
И пред карающим мечом
Склонились дерзкие твердыни!…

## Галерея

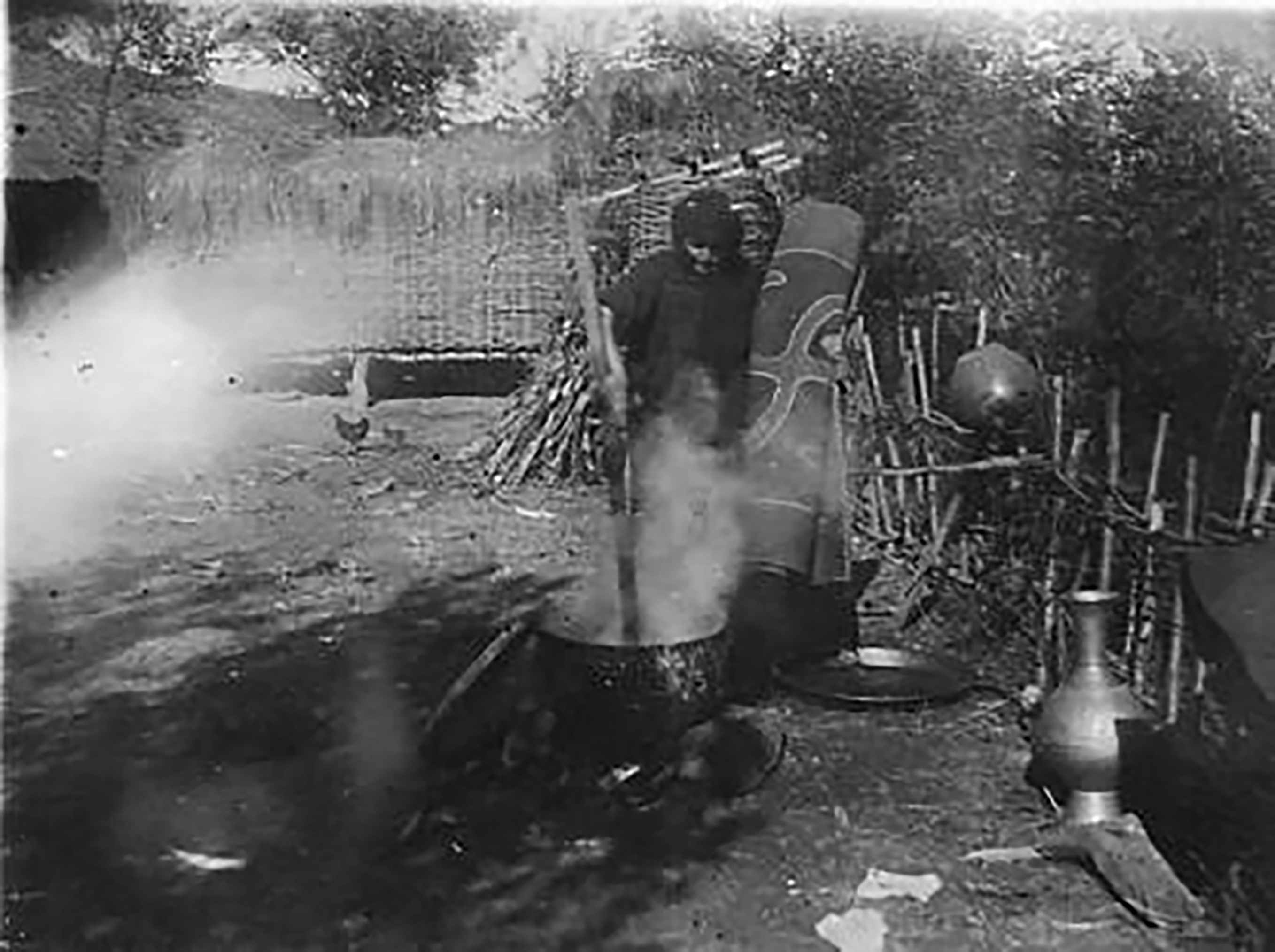
Окраска войлочных ковров в селе Герменчук
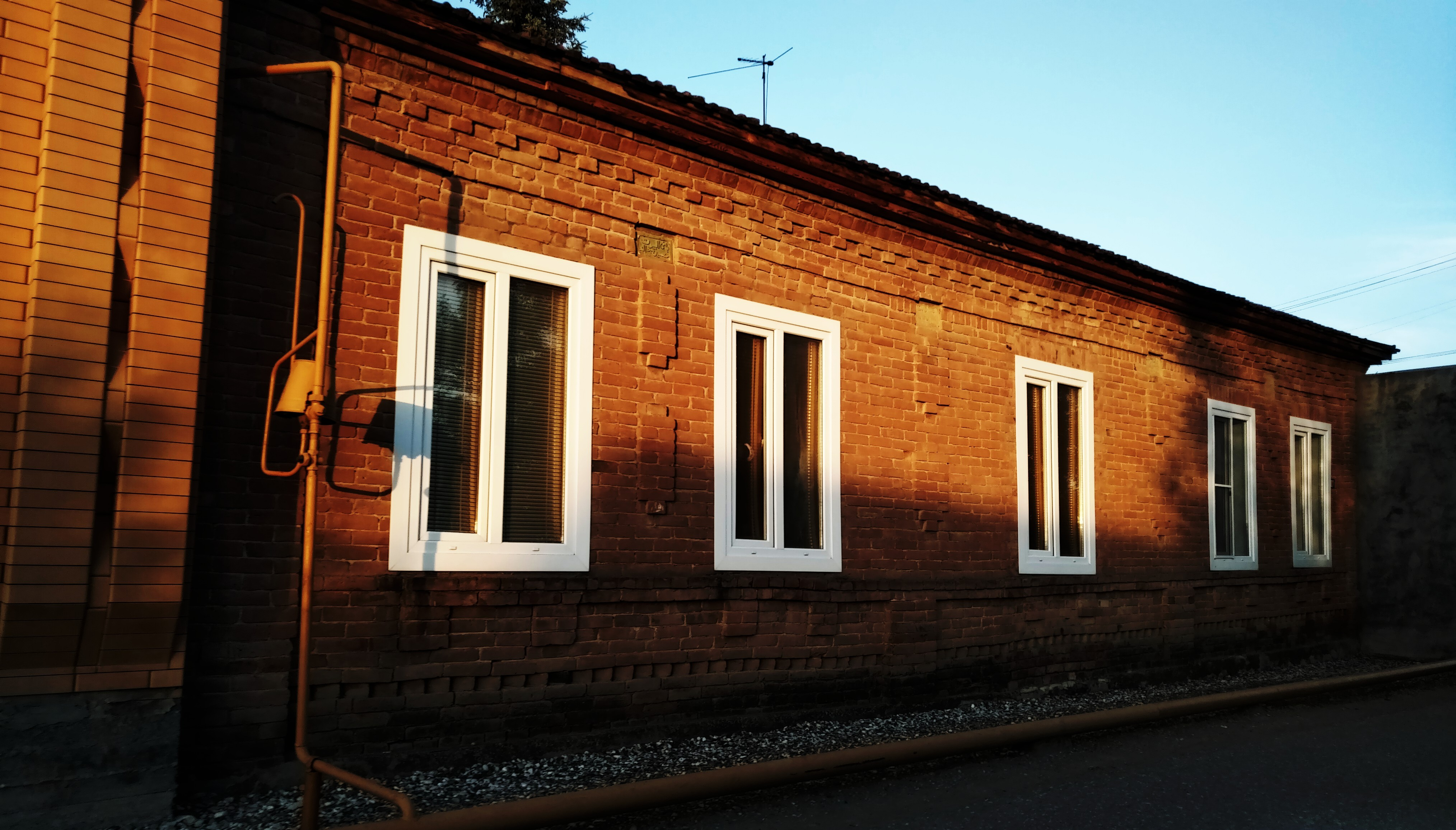
Дом в Герменчуке 1924 года постройки.
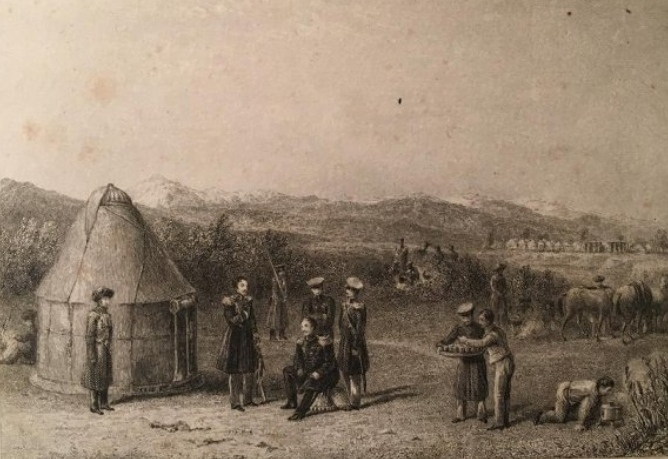
Лагерь у аула Герменчук 1832 год
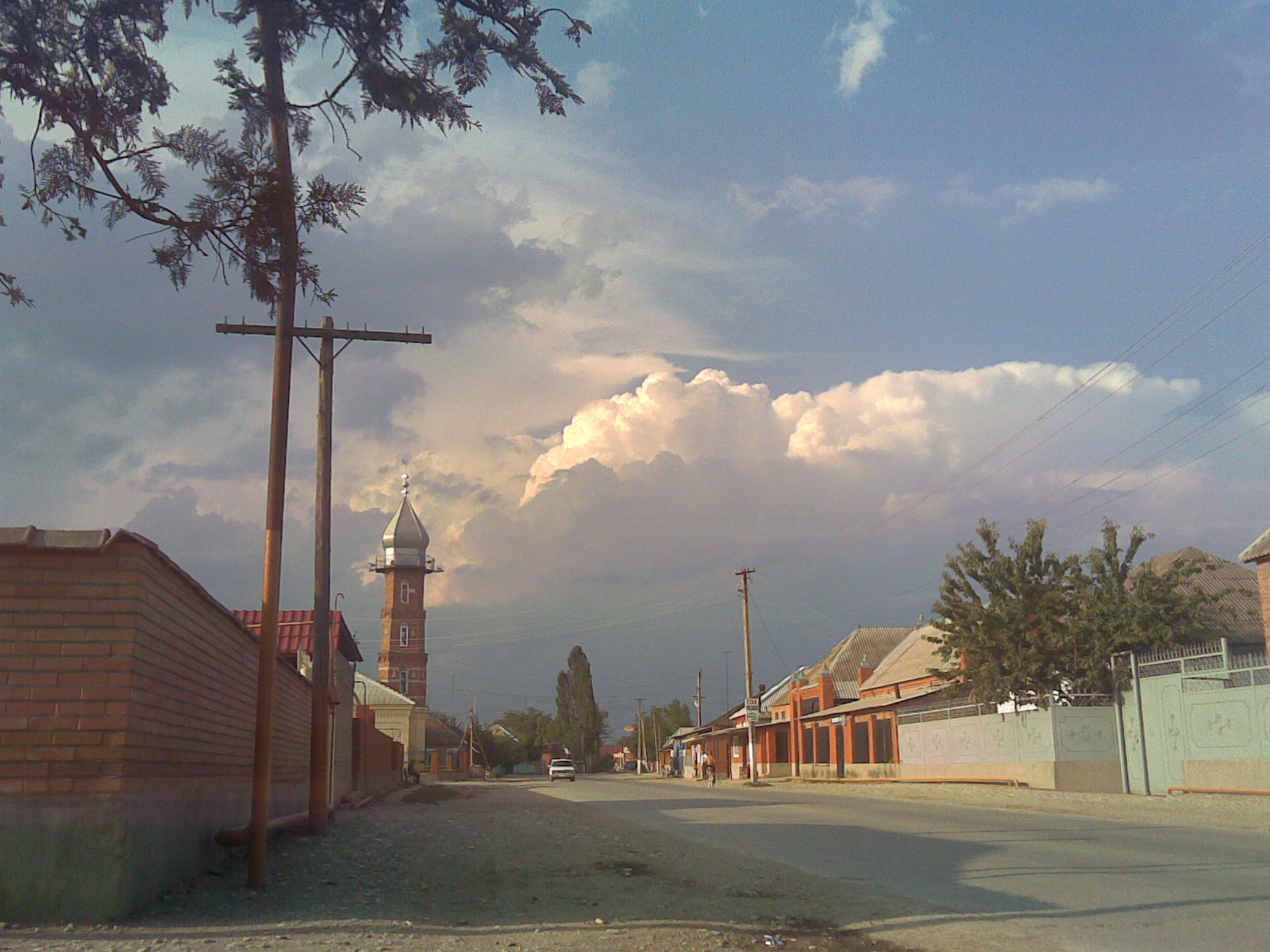
Герменчук (2007)
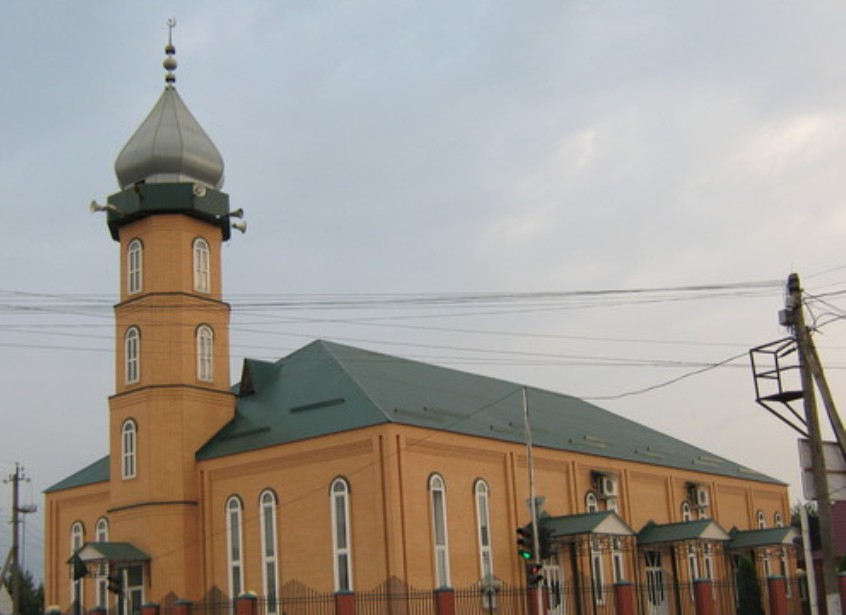
Старая мечеть